# Càlcul (matemàtiques)
El càlcul, a les matemàtiques, n'és la part que estudia el conjunt d'operacions efectuades sobre quantitats. Com a procés matemàtic per a determinar un valor numèric, els càlculs matemàtics s'apliquen directament a les altres branques matemàtiques i altres ciències. Al començament, les quantitats es corresponien a nombres però el desenvolupament de les eines matemàtiques i de l'abstracció permet avui efectuar càlculs més complexos i sobre objectes que també ho són, com vectors, matrius, funcions o proposicions. Conseqüentment, la ciència computacional ha permès fer càlculs sobre dades formals variades i el càlcul ha esdevingut un objecte d'estudi dins de la teoria de la calcular
ilitat.

## Etimologia
El mot en català "càlcul" prové del llatí calcŭlus, que significa "pedreta" (pedra petita). Sembla que, al món occidental almenys, aquestes pedretes formaven part d'un sistema comptable, o al seu origen, dels més antics que avui en tenim coneixement. S'usaven pedretes per simbolitzar persones, altres animals o mesures de collites, per exemple, i amb elles s'efectuaven càlculs simples com sumes i restes. Probablement aquest sistema va ser precursor d'altres mètodes més sofisticats, com per exemple l'àbac.

## Història
L'os d'Ishango és potse l'eina de càlcul més antuga trobada, s'estima que pot tenir uns 20.000 anys d'antiguitat.

## Operacions i tipus de càlcul
Algunes operacions de càlcul simple són, per exemple, l'addicció, la subtracció, la multiplicació, la divisó, l'arrel quadrada o l'arrel cúbica, que es poden fer per càlcul mental. Altres poden ser càlculs logarítmics o exponencials, per exemple, considerar les operacions escalars, vectorials i matricials, el càlcul estadístic, incloent el probabilístic; el càlcul diferencial, el càlcul integral o el càlcul infinitesimal.
Des del punt de vista de la lògica es poden incloure e càlcul algorítmic, conjunt finit d'instruccions o passos que serveixen per a executar una tasca o resoldre un problema; el càlcul de predicats, entre llenguatges de primer ordre; el càlcul lògic o el proposicional, amb operacions lògiques com "i", "o" i la negació.

## Càlcul exacte i càlcul aproximat
Un càlcul és exacte quan no hi ha cap diferència entre el resultat obtingut a la realitat i el calculat. Durant gran part de la història occidental el càlcul ha cercat únicament aquesta mena de càlculs però a partir de les taules numèriques de càlculs aproximats, de logaritmes, sinus, cosinus, i altres, per exemple, i el desenvolupament de l'enginyeria es va començar a donar valor igualment als ordres de magnitud i als càlculs aproximats.

## Objectes i eines que ajuden al càlcul
El càlcul es pot fer usant àbacs, calculadores i altres mitjans de càlcul automàtic, i mètodes d'informàtica i robòtica, que són àmpliament usats en ciències i enginyeria.